# Comuna Mirkovo, Sofia
Mirkovo (în bulgară Мирково) este o comună în regiunea Sofia, Bulgaria, formată din satele Benkovski, Brestaka, Bunovo, Cerkoviște, Hvărcil, Kamenița, Mirkovo, Smolsko și Ilinden.

## Demografie
Componența etnică a comunei Mirkovo
     Romi (5,98%)
     Bulgari (87,67%)
     Nicio identificare (5,86%)
     Altele (0,9%)
La recensământul din 2011, populația comunei Mirkovo era de 2.540 locuitori. Din punct de vedere etnic, majoritatea locuitorilor (87,67%) erau bulgari, cu o minoritate de romi (5,98%). Pentru 5,86% din locuitori nu este cunoscută apartenența etnică.